# Tanytarsus capucinus
Tanytarsus capucinus är en tvåvingeart som först beskrevs av Jean-Jacques Kieffer 1925.  Tanytarsus capucinus ingår i släktet Tanytarsus och familjen fjädermyggor.
Artens utbredningsområde är Tyskland. Inga underarter finns listade i Catalogue of Life.